# Galtür
Galtür je obec a lyžařské středisko v rakouských Alpách, ve spolkové zemi Tyrolsko v okrese Landeck. Žije zde 765 obyvatel.

## Geografie

### Poloha
Obec Galtür leží v zadní části údolí Paznaun rozšiřující se mezi pohořím Silvretta na jihu a pohořím Verwall na severu, na hranici s Vorarlberskem. V obci se stékají řeky Vermuntbach a Jambach a vytvářejí řeku Trisanna. Nejvyšším bodem obce je vrchol Augstenberg (3228 m n. m.). 
Celková rozloha území je 121,2 km², z toho připadá dvě procenta na zemědělskou půdu, 28 % jsou alpské louky a pastviny,11,7 % pokrývají lesy a 57 % připadá na vysokohorská skalnatá území. Z celkové rozlohy je 1,4 % území osídleno.
K 1. lednu 2011 v něm žilo 881 stálých obyvatel.

### Členění obce
V katastrálním území Galtür leží stejnojmenná vesnice, ke které patří rotte Aussertschafein, Gampele, Mais, Maißle, Tschafein, Unterrain a Wirl, osada Lenzenhäuser, roztroušené domy Jamtal a četné samoty a almy. 
Obec se nachází v soudním okrese Landeck.

### Sousední obce
|          | St. Anton am Arlberg | Ischgl |
| Gaschurn |                      | Valsot |
|          | Scuol                |        |

## Historie
V Galtüru se překrývají rétorománská, alemanská a bavorsko-tyrolská kultura. Z jihu jej kolonizovali Engadinci, ze západu Valové a Vorarlberkové a z východu Tyroláci.
Římští osadníci, kteří obsadili horské pastviny kolem tehdy ještě bažinatého dna údolí na soutoku řek Vermunt a Jambach, měli – jak vyplývá ze zakládací listiny kláštera Schuls z roku 1089–1096[– úrokové závazky (sýrový úrok) vůči majitelům pozemků v Dolním Engadinu a Vinschgau, které trvaly více než 700 let. Název Galtür (Cultura) se dodnes používá pro připomenutí pěstitelské práce obyvatel Engadinu. S Engadinem byl úzce spjat. Přes průsmyky Silvretta v nadmořské výšce 2500 až 2800 m byly vybudovány cesty pro mezky a povozy, které svědčí o čilém obchodním ruchu.
Kolem roku 1300 se přistěhovali valašští přistěhovalci z Montafonu, kteří byli příznivě přijati rétorománskými pány. Ještě v 19. století byly prý v řeči a fyziognomii místních obyvatel rozpoznatelné churrätisch-bünderské, valašské a hornotyrolské vlivy.
Galtür byl vypleněn během třicetileté války. Kostel a mnoho domů lehlo popelem. Obec se z těchto škod dlouho nevzpamatovávala a nahromaděné daňové dluhy byly smazány až v roce 1645.
V 18. století udělali "prozíraví" kněží z Galtüru známé poutní místo. V letech 1776–1778 byl kostel za pomoci soukromých darů přestavěn na barokní podoby. Velký podíl na tom měl Seelenbund založený v roce 1722, který existuje dodnes (2024).
První silnice vedoucí přes Paznaun byly vybudovány v 19. století. Díky tomu Galtür objevilo mnoho cestovatelů. V té době se Galtür skládal ještě z kostela, hostince a 7 až 8 chatrčí a dal se označit za velmi chudý. S novým spojením se staly dostupné levné potraviny, ceny klesly a horští zemědělci ještě více zchudli. Starobylé stezky a vysoké průsmyky byly občas využívány jako pašerácké stezky, aby si zajistili holé přežití.
Když se horolezci nadchli pro Silvrettu, začalo se opět dařit. Po výstavbě chaty Jamtal brzy následoval první hotel. Turisté přinesli do údolí nový život a prosperitu. Od poloviny 20. století se obec vyvinula ze zemědělské obce v turistickou obec se zaměřením na zimní turistiku. Jedním z prvních lyžařských turistů byl Ernest Hemingway, v jehož povídce Alpská idyla se děj odehrává Galtüru.
Paznaun byl vždy vystaven velkému riziku lavin. Nejnovější události jsou
Galtür smutně proslul v roce 1999, kdy 23. února vesnici zasáhla obří lavina, která pronikla až do tzv. zelené zóny, která byla až do té doby považována za lavinami neohroženou. Zemřelo 31 lidí, úřady následně evakuovaly jak obyvatele vesnice, tak tisíce turistů, což představuje jednu z největších leteckých evakuací v historii Rakouska.
Dne 28. prosince 1999 se nedaleko chaty Jamtalhütte (2165 m n. m.) při návratu z Rußkopfu dostala skupina horských vůdců z vrcholového klubu DAV do laviny. Zasypala 14 lidí, podařilo vyprostit pouze devět mrtvých.
Skalní sesuv včetně vrcholu Fluchthornu 11. června 2023 urazil v podobě suťového proudu na rakouské západní straně více než 2 km, ale podle prvních odhadů nebyl nikdo zraněn.